# مهند جعاز
مهند جعاز هو لاعب كرة قدم عراقي ولد في يوم 10 أبريل 1997، يلعب بمركز الظهير الايسر مع نادي هاماربي، ويلعب مع العراق تحت 23 سنة.

## حياته
ترعرع مهند في مدينة لينشوبينغ. وبدأ بممارسة كرة القدم عندما كان صغير في نادي كارلي المحلي. ثم انتقل لنادي اوسترا لامبوهوف فئة الشباب، ثم انظم إلى اكاديمية نادي نورشوبينغ.

## إحصائيات
آخر تحديث 1 شباط 2022.
| منتخب العراق | منتخب العراق | منتخب العراق | منتخب العراق |
| السنة        | المباريات    | الأهداف      |              |
| ------------ | ------------ | ------------ | ------------ |
| 2021         | 2            | 0            |              |
| 2022         | 2            | 0            |              |
| المجموع      | 4            | 0            |              |

## روابط خارجية
- مهند جعاز على موقع اتحاد السويد (السويدية)
- مهند جعاز على موقع الدوري الأمريكي (الإنجليزية)
- مهند جعاز على موقع قاعدة بيانات كرة القدم.إي يو (الإنجليزية)
- مهند جعاز على موقع Soccerway.com (الإنجليزية)
- مهند جعاز على موقع عالم كرة القدم.نت (الإنجليزية)